# Улица Максима Горького (Калуга)
Улица Максима Горького — улица в исторической части Калуги, проходит от Пролетарской улицы до улицы Войкова. Протяжённость улицы около 1,68 км.

## История
Историческое название — Хлюстинская, прошла по городской окраине. На градостроительном плане Калуги 1778 года представляла собой восточную границу города.
Это своё наименование получила по фамилии известных в городе помещиках Хлюстиных. Здесь, на конце Новорежской улицы (ныне — Никитина), Антон Семенович Хлюстин в 1802 году на свои средства начал строительство дома для инвалидов и душевнобольных, в 1809 году его сыновья завершили эту постройку. Строительством руководил крепостной архитектор И. А. Каширин, наблюдение осуществлял губернский архитектор И. Д. Ясныгин. Позднее, под руководством архитектора Н. Ф. Соколова, в 1818—1821 годах были возведены ещё два каменных флигеля, а в 1835 году — двухэтажный корпус. Эта, одна из первых городских больниц, в 1863 году была преобразована в губернскую земскую.
Д. 60 — бывшие Малаховские казармы, здания были выкуплены у купца Малахова ещё во второй половине XIX века, с тех пор они остаются за военными.
Современное название в честь русского советского писателя Максима Горького (1868—1936).

## Достопримечательности
д. 35 — Дом, в котором в 1952 году проживал Булат Окуджава (мемориальная доска).
д. 82а — Дом Андреевых.